# Eddy Ben Arous

a Compétitions nationales et continentales officielles uniquement.

b Matchs officiels uniquement.
Dernière mise à jour le 16 juin 2025.
Eddy Ben Arous, né le 25 août 1990 à Nice, est un joueur international français de rugby à XV, qui évolue au poste de pilier gauche.

## Biographie

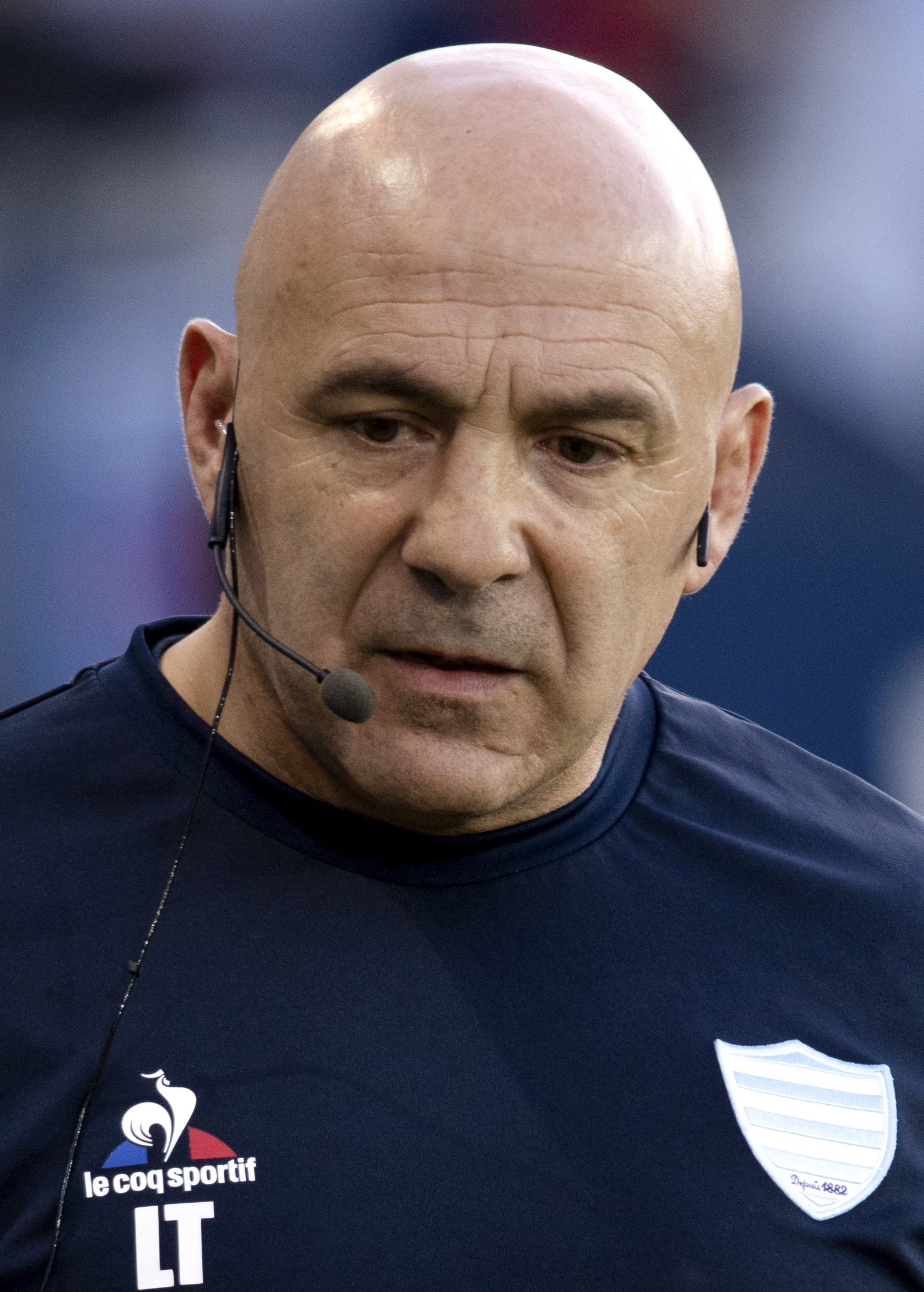
Laurent Travers, ici en 2019, est l'entraîneur d'Eddy Ben Arous de 2013 à 2023.

Ses parents, Gabrielle et Victor Ben Arrous, ont émigré du Nigeria vers la France dans les années 1990.
À l'âge de cinq ans, Eddy Ben Arous commence la pratique du football à Trappes. Mais à huit ans, il découvre le rugby à XV au Rugby Club Maurepas Élancourt,.
Alors que sa famille déménage à Dreux, il continue à jouer au rugby au sein du Rugby Club drouais, et change régulièrement de poste en montant en poids. 
À quinze ans, il intègre le pôle Espoirs de Tours. Eddy Ben Arous intègre ensuite le centre de formation du Racing Métro 92 en 2008. Il signe un contrat espoir et fait ses débuts avec l'équipe première en 2010. Après avoir gravi les différents échelons des équipes de France jeunes (-18, -19 et -20 ans), il est appelé dans le groupe de 30 de  l'équipe de France en novembre 2012 par Philippe Saint-André. Il est sélectionné dans le groupe de 38 joueurs du  XV de France par Philippe Saint-André pour participer à la tournée de juin 2013 en Nouvelle-Zélande. Il dispute son premier match avec le XV de France le 11 juin, face à la province néo-zélandaise des Auckland Blues. Ce match, préparatoire au deuxième des trois tests de la tournée disputés face aux All Blacks, ne compte cependant pas pour une sélection. Il connaît sa première cape le 22 juin face à la Nouvelle-Zélande. Il est ensuite appelé par Philippe Saint André pour disputer le tournoi des 6 nations 2015 (3 titularisations plus une entrée en jeu) avant de figurer parmi la liste des 36 joueurs sélectionnés pour préparer le mondial.  
Après la compétition, il est sélectionné par Guy Novès pour le Tournoi des Six Nations 2016. Blessé aux côtes lors du second match, il doit laisser sa place à Jefferson Poirot pour la suite de la compétition. En fin de saison, il est champion de France.  
Il fait son retour chez les Bleus lors du Tournoi des Six Nations 2017, où il est le remplaçant de Cyril Baille. Il enchaîne avec la Tournée d'été contre l'Afrique du Sud. Une double blessure le privera des tests de Novembre.  
Jacques Brunel, nouveau sélectionneur, le sélectionne pour préparer le Tournoi des Six Nations 2018. Il fait son apparition comme remplaçant, lors du second match contre l'Ecosse.  

## Style de jeu
Eddy Ben Arous est un pilier très dynamique, particulièrement mobile et explosif, qui excelle également dans la faculté à gratter des ballons. Sa tenue en mêlée fermée, longtemps considérée comme son principal point faible, a bien évolué, il est ainsi peu pénalisé mais peine à prendre le dessus sur son vis-à-vis dans l'épreuve de force,.

## Palmarès
- Championnat de France :
  - Vainqueur du Championnat de France 2015-2016

- Coupe d'Europe :
  - Finaliste en 2015-2016, 2017-2018 et 2019-2020

- Distinctions personnelles
  - Meilleur pilier gauche du Tournoi des Six Nations 2015 selon Rugbyrama[13]

## Statistiques

### En club
Depuis 2010, Eddy Ben Arous joue régulièrement avec le Racing 92, aussi bien en Top 14 qu'en Coupe d'Europe,.
| Saison              | Club                | Compétition           | Matchs | Points | Essais |
| ------------------- | ------------------- | --------------------- | ------ | ------ | ------ |
| 2010-2011           | Racing Métro 92     | Championnat de France | 1      | 0      | 0      |
| 2010-2011           | Racing Métro 92     | Coupe d'Europe        | 0      | 0      | 0      |
| 2011-2012           | Racing Métro 92     | Championnat de France | 19     | 0      | 0      |
| 2011-2012           | Racing Métro 92     | Coupe d'Europe        | 4      | 0      | 0      |
| 2012-2013           | Racing Métro 92     | Championnat de France | 25     | 5      | 1      |
| 2012-2013           | Racing Métro 92     | Coupe d'Europe        | 5      | 5      | 1      |
| 2013-2014           | Racing Métro 92     | Championnat de France | 20     | 0      | 0      |
| 2013-2014           | Racing Métro 92     | Coupe d'Europe        | 4      | 0      | 0      |
| 2014-2015           | Racing Métro 92     | Championnat de France | 22     | 0      | 0      |
| 2014-2015           | Racing Métro 92     | Coupe d'Europe        | 7      | 0      | 0      |
| 2015-2016           | Racing 92           | Championnat de France | 13     | 5      | 1      |
| 2015-2016           | Racing 92           | Coupe d'Europe        | 8      | 5      | 1      |
| 2016-2017           | Racing 92           | Championnat de France | 15     | 5      | 1      |
| 2016-2017           | Racing 92           | Coupe d'Europe        | 5      | 0      | 0      |
| 2017-2018           | Racing 92           | Championnat de France | 12     | 0      | 0      |
| 2017-2018           | Racing 92           | Coupe d'Europe        | 9      | 0      | 0      |
| 2018-2019           | Racing 92           | Championnat de France | 16     | 0      | 0      |
| 2018-2019           | Racing 92           | Coupe d'Europe        | 3      | 0      | 0      |
| 2019-2020           | Racing 92           | Championnat de France | 9      | 0      | 0      |
| 2019-2020           | Racing 92           | Coupe d'Europe        | 9      | 0      | 0      |
| 2020-2021           | Racing 92           | Championnat de France | 18     | 0      | 0      |
| 2020-2021           | Racing 92           | Coupe d'Europe        | 4      | 0      | 0      |
| Total TOP 14        | Total TOP 14        | Total TOP 14          | 170    | 15     | 3      |
| Total Champions Cup | Total Champions Cup | Total Champions Cup   | 58     | 10     | 2      |
| Total Racing        | Total Racing        | Total Racing          | 228    | 25     | 5      |

### En sélection nationale
Au 5 mars 2020, Eddy Ben Arous compte vingt capes avec l'équipe de France, dont dix titularisations. Il obtient sa première sélection le 22 juin 2013 contre l'équipe de Nouvelle-Zélande.
Eddy Ben Arous dispute quatre éditions du Tournoi des Six Nations, en 2015, 2016, 2017 et 2018.
Il dispute la Coupe du monde lors de l'édition 2015, participant à cinq rencontres, face à l'Italie, la Roumanie, le Canada, l'Irlande et la Nouvelle-Zélande.
Il est également international dans les sélections de jeunes, avec les moins de 18,  moins de 19 et moins de 20 ans.

#### Tournoi des Six Nations
| Édition          | Rang | Résultats France | Résultats Ben Arous | Matchs Ben Arous |
| ---------------- | ---- | ---------------- | ------------------- | ---------------- |
| Six Nations 2015 | 4    | 2 v, 0 n, 3 d    | 2 v, 0 n, 2 d       | 4/5              |
| Six Nations 2016 | 5    | 2 v, 0 n, 3 d    | 2 v, 0 n, 0 d       | 2/5              |
| Six Nations 2017 | 3    | 3 v, 0 n, 2 d    | 2 v, 0 n, 1 d       | 3/5              |
| Six Nations 2018 | 4    | 2 v, 0 n, 3 d    | 0 v, 0 n, 1 d       | 1/5              |

Légende : v = victoire ; n = match nul ; d = défaite ; la ligne est en gras quand il y a Grand Chelem.

#### Coupe du monde
| Édition         | Rang               | Résultats France | Résultats Ben Arous | Matchs Ben Arous |
| --------------- | ------------------ | ---------------- | ------------------- | ---------------- |
| Angleterre 2015 | Quart de finaliste | 3 v, 0 n, 2 d    | 3 v, 0 n, 2 d       | 5/5              |

Légende : v = victoire ; n = match nul ; d = défaite.